# Sanlúcar de Barrameda
Sanlúcar de Barrameda és una localitat de la província de Cadis, a Andalusia. Limita directament amb les localitats de Trebujena, Chipiona, Jerez de la Frontera, Rota i El Puerto de Santa María i, a l'altre marge del Guadalquivir, amb Almonte i Aznalcázar.